# Chantérac

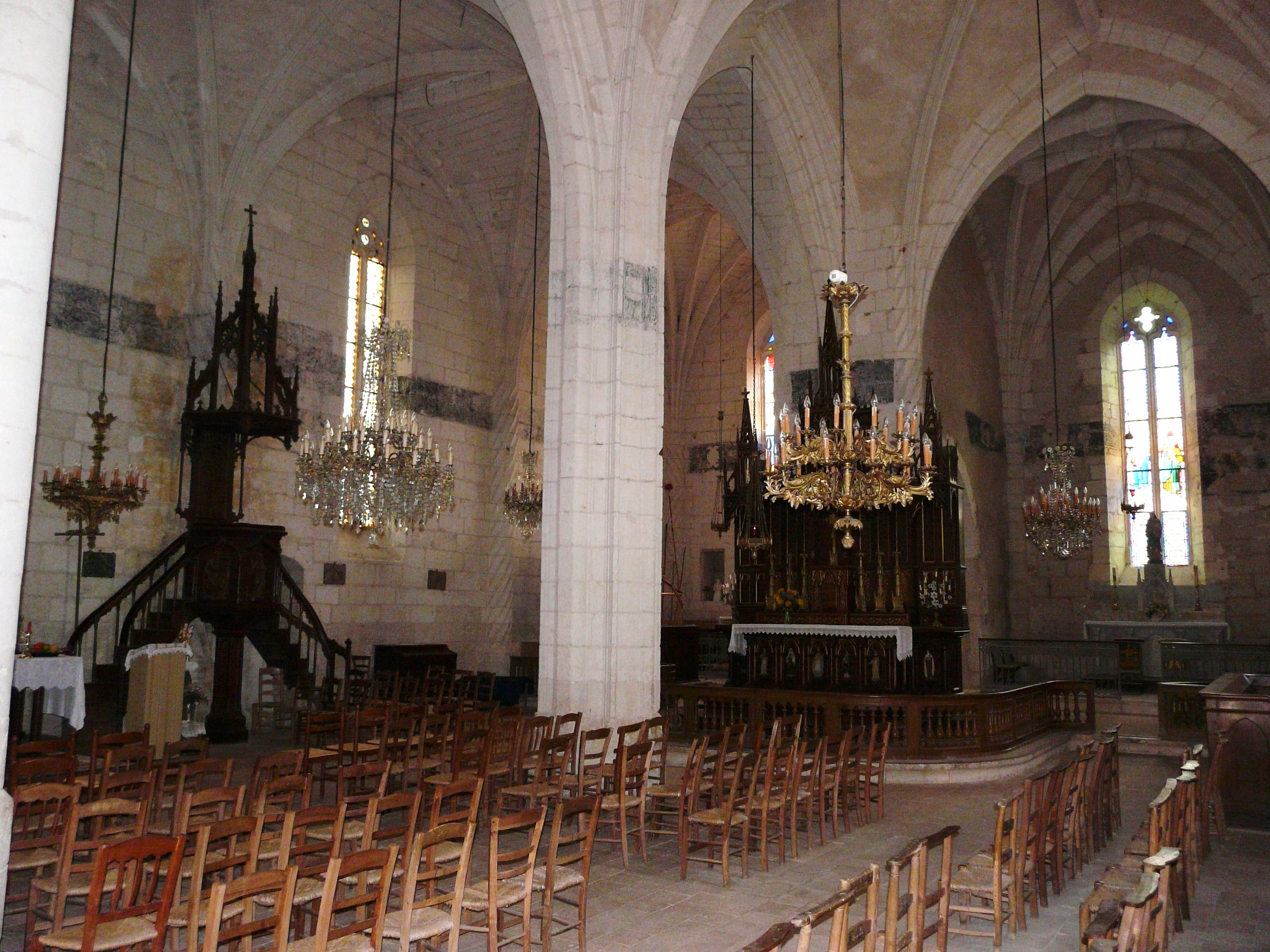
Inneres der Kirche

Chantérac (okzitanisch Chantairac) ist eine französische Gemeinde mit 647 Einwohnern (Stand 1. Januar 2022) im Département Dordogne in der Region Nouvelle-Aquitaine (vor 2016 Aquitaine). Die Gemeinde besteht aus dem Hauptort sowie einigen Weilern (hameaux) und Einzelgehöften (fermes).

## Lage und Klima
Der Ort Chantérac liegt am Bach Roueix, einem Zufluss des im Osten verlaufenden Flüsschens Salembre, an der westlichen Gemeindegrenze fließt die Beauronne. Der Ort liegt in der Kulturlandschaft des Périgord knapp 30 km (Fahrtstrecke) westlich von Périgueux in einer Höhe von ca. 145 m. Die Stadt Bergerac liegt ungefähr 43 km südlich. Das Klima ist gemäßigt, Regen (ca. 885 mm/Jahr) fällt übers Jahr verteilt.

## Bevölkerungsentwicklung
| Jahr      | 1800 | 1851 | 1901 | 1954 | 1999 | 2015 |
| Einwohner | 917  | 921  | 743  | 499  | 456  | 620  |

Der kontinuierliche Bevölkerungsrückgang im 20. Jahrhundert ist im Wesentlichen auf die Mechanisierung der Landwirtschaft und die Aufgabe von bäuerlichen Kleinbetrieben zurückzuführen. Der erneute Bevölkerungsanstieg seit den 1980er Jahren hängt mit der relativen Nähe zur Stadt Périgueux zusammen.

## Wirtschaft
Die Gemeinde ist traditionell land- und forstwirtschaftlich orientiert; die Bewohner lebten jahrhundertelang als Selbstversorger. Heute spielen auch die Fischzucht und die Vermietung von Ferienwohnungen (gîtes) wichtige Rollen im Wirtschaftsleben.

## Geschichte
Die Geschichte der Ansiedlung reicht bis in gallorömische Zeiten zurück; die erste Erwähnung des Ortes unter dem Namen Chantairac stammt aus dem Jahr 1104. Die heutige Kirche entstand im 12. Jahrhundert an der Stelle eines Vorgängerbaus aus dem 9. Jahrhundert. Im Hundertjährigen Krieg (1337–1453) wurde sie von Soldaten geschändet und musste erneut geweiht werden. Während der Hugenottenkriege (1562–1598) wurde sie erneut in Mitleidenschaft gezogen.

## Sehenswürdigkeiten
- Die Église Saint-Pierre-ès-Liens ist dem Apostel Petrus geweiht. Der wehrhaft wirkende Westturm stammt noch aus dem 12. Jahrhundert. Im 16. Jahrhundert wurde auf der Südseite ein größeres Seitenschiff angebaut und die gesamte Kirche erhielt ein einheitliches Rippengewölbe mit wappengeschmückten Schlusssteinen und hohe spätgotische Maßwerkfenster. Ein gemaltes schwarzes Trauerband (litre funéraire) umzieht den gesamten Innenraum mitsamt der flach geschlossenen Apsis. Der geschnitzte Altaraufbau und die Kanzel entstammen dem 19. Jahrhundert. Die Kirche ist bereits seit dem Jahr 1914 als Monument historique anerkannt.[4]

Umgebung
- Das etwa 1 km nordwestlich des Ortes gelegene Château de Chantérac stammt aus dem 15. Jahrhundert; im 17. und 18. Jahrhundert wurde es umgebaut und vergrößert. Es befindet sich in Privatbesitz und ist seit dem Jahr 1959 als Monument historique anerkannt.[5][6]